# Sophie Marceau
Sophie Marceau, pseudonimo di Sophie Danièle Sylvie Maupu (Parigi, 17 novembre 1966), è un'attrice, regista, sceneggiatrice e scrittrice francese.

## Biografia
Nasce a Parigi, seconda figlia di Benoît e Simone Maupu. Il padre è un veterano della guerra d'Algeria che lavora come camionista, mentre la madre è impiegata in un centro commerciale. I suoi genitori divorziano quando lei ha 9 anni.

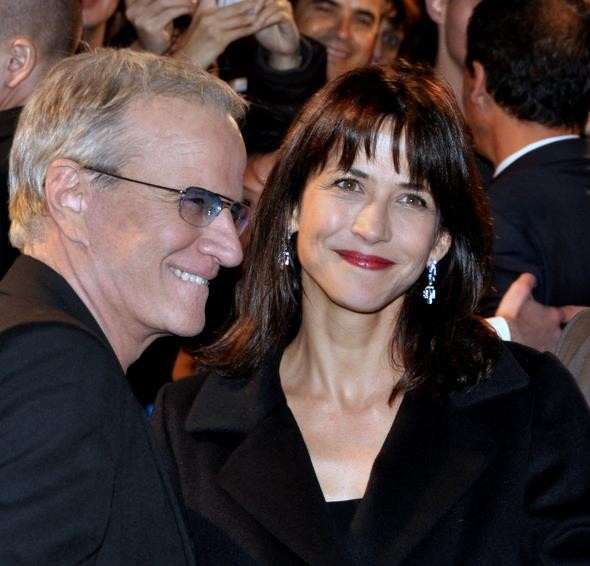
Sophie Marceau con Christopher Lambert alla presentazione parigina del film Skyfall

Marceau esordisce a soli 13 anni nel mondo del cinema, scelta dal regista Claude Pinoteau, in seguito a una lunga ricerca, per il ruolo di protagonista nel film Il tempo delle mele (1980), riscuotendo un grande successo. Il film, che descrive l'adolescenza e le vicende sentimentali della studentessa Vic, ebbe un seguito due anni dopo, Il tempo delle mele 2, e permise alla Marceau di vincere nel 1983 il Premio César come "Miglior attrice promettente". Grazie a questi film la casa di produzione Gaumont le propone un contratto in esclusiva per un milione di franchi.
Nel corso degli anni ha dimostrato di saper spaziare dai ruoli romantici a quelli drammatici, con Police (1985), al fianco di Gérard Depardieu, Le mie notti sono più belle dei vostri giorni (1989) del regista polacco Andrzej Żuławski, all'epoca suo compagno di vita. Negli anni novanta appare in numerosi film come Eloise, la figlia di D'Artagnan (1994) e Marquise (1997), con Lambert Wilson, ma ha modo di partecipare a diverse produzioni internazionali come Braveheart (1995), al fianco di Mel Gibson, Sogno di una notte di mezza estate (1999) con Rupert Everett, Anna Karenina (1997) e, soprattutto, nel capitolo di 007 Il mondo non basta (1999), in cui ha il ruolo di Elektra King, affascinante ma spietata avversaria di James Bond.
Da regista, ha esordito dietro la macchina da presa con L'aube à l'envers, un cortometraggio di 9 minuti che ha inaugurato la rassegna del Festival di Cannes del 1995. Del 2002 è invece il semi-autobiografico Parlami d'amore con Judith Godrèche, del 2007 il thriller La disparue de Deauville (conosciuto anche col nome di "Trivial"), da lei scritto, diretto e interpretato.
È stata testimonial per la casa cosmetica Guerlain e ha incarnato la rappresentazione della Marianne, simbolo della Francia. Inoltre Sophie fu scelta come "Ambasciatrice del fascino francese" in Estremo Oriente, dove gode di grande popolarità.

## Vita privata
Ha due figli: Vincent, nato nel 1995 dal legame durato 16 anni (dal 1985 al 2001) con il regista polacco Andrzej Żuławski, e Juliette, nata nel 2002 dalla relazione durata 6 anni (dal 2001 al 2007) con il produttore Jim Lemley. Nel 2007 si lega all'attore Christopher Lambert, conosciuto sul set del film Trivial; la coppia si è separata nel 2014. È impegnata nel sociale, come madrina di Arc-en-ciel, un'associazione di riconosciuta utilità pubblica che si dedica ai bambini malati.

## Filmografia

Da sinistra: Pierre Cosso e Sophie Marceau a Roma nel dicembre 1982 per la promozione de Il tempo delle mele 2

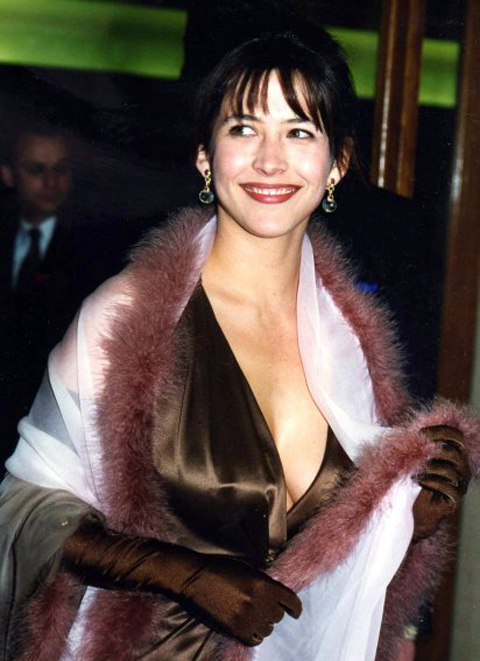
Sophie Marceau ai Premi César 1996

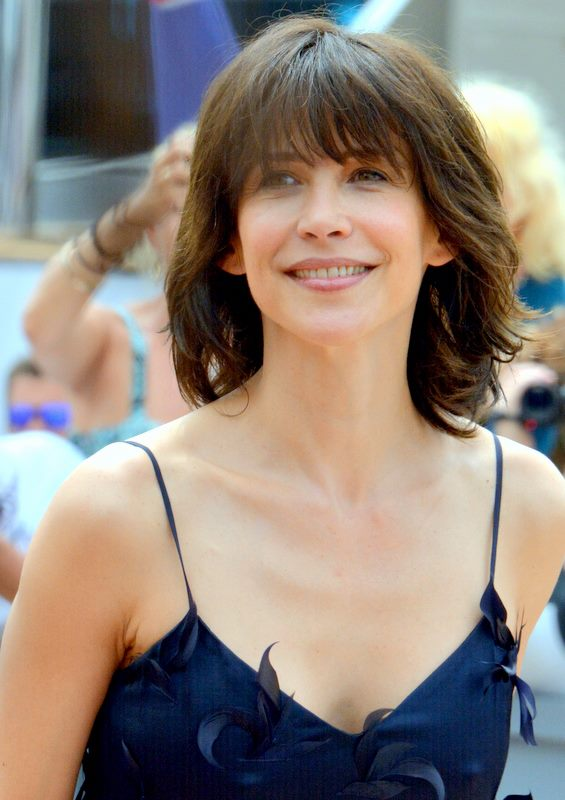
Sophie Marceau al Festival di Cannes 2015

### Attrice
- Il tempo delle mele (La Boum), regia di Claude Pinoteau (1980)
- Il tempo delle mele 2 (La Boum 2), regia di Claude Pinoteau (1982)
- Fort Saganne, regia di Alain Corneau (1984)
- Irresistibile bugiardo (Joyeuses Pâques), regia di Georges Lautner (1984)
- Amour braque - Amore balordo (L'amour braque), regia di Andrzej Żuławski (1985)
- Police, regia di Maurice Pialat (1985)
- Discesa all'inferno (Descente aux enfers), regia di Francis Girod (1986)
- Chouans! I rivoluzionari bianchi (Chouans!), regia di Philippe de Broca (1988)
- Il tempo delle mele 3 (L'étudiante), regia di Claude Pinoteau (1988)
- Le mie notti sono più belle dei vostri giorni (Mes nuits sont plus belles que vos jours), regia di Andrzej Żuławski (1989)
- Pacific Palisades, regia di Bernard Schmitt (1990)
- Pour Sacha, regia di Alexandre Arcady (1991)
- La nota blu (La note bleue), regia di Andrzej Żuławski (1991)
- Fanfan, regia di Alexandre Jardin (1992)
- Eloise, la figlia di D'Artagnan (La Fille de d'Artagnan), regia di Bertrand Tavernier (1994)
- Braveheart - Cuore impavido (Braveheart), regia di Mel Gibson (1995)
- Al di là delle nuvole, regia di Michelangelo Antonioni e Wim Wenders (1995)
- Anna Karenina, regia di Bernard Rose (1997)
- Marquise, regia di Vera Belmont (1997)
- Firelight, regia di William Nicholson (1997)
- Lost & Found, regia di Jeff Pollack (1999)
- Sogno di una notte di mezza estate (A Midsummer Night's Dream), regia di Michael Hoffman (1999)
- Il mondo non basta (The World Is Not Enough), regia di Michael Apted (1999)
- La Fidélité, regia di Andrzej Żuławski (2000)
- Belfagor - Il fantasma del Louvre (Belphegor, le fantome du Louvre), regia di Jean-Paul Salomé (2001)
- Alex & Emma, regia di Rob Reiner (2003)
- Je reste!, regia di Diane Kurys (2003)
- Les clefs de bagnole, regia di Laurent Baffie (2003)
- À ce soir, regia di Laure Duthilleul (2004)
- Anthony Zimmer, regia di Jérôme Salle (2005)
- Trivial - Scomparsa a Deauville, regia di Sophie Marceau (2007)
- Female agents (Femmes de l'ombre), regia di Jean-Paul Salomé (2008)
- LOL - Il tempo dell'amore (LOL (Laughing Out Loud)), regia di Lisa Azuelos (2009)
- Sarà perché ti amo (De l'autre coté du lit), regia di Pascale Pouzadoux (2009)
- Non ti voltare (Ne te retourne pas), regia di Marina de Van (2009)
- L'homme de chevet, regia di Alain Monne (2009)
- Carissima me (L'âge de raison), regia di Yann Samuell (2010)
- Per fortuna che ci sei (Un bonheur n'arrive jamais seul), regia di James Huth (2012)
- Arrestatemi (Arrêtez-moi), regia di Jean-Paul Lilienfeld (2013)
- Due destini (Une rencontre), regia di  Lisa Azuelos (2014)
- Sesso, amore e terapia (Tu veux... ou tu veux pas?), regia di Tonie Marshall (2014)
- Jailbirds (La taularde), regia di Audrey Estrougo (2015)
- Mrs Mills - Un tesoro di vicina (Mme Mills, une voisine si parfaite), regia di Sophie Marceau (2018)
- È andato tutto bene (Tout s'est bien passé), regia di François Ozon (2021)
- I Love America, regia di  Lisa Azuelos (2022)
- Une femme de notre temps, regia di Jean-Paul Civeyrac (2022)
- Le clan, regia di Éric Fraticelli (2023)
- LOL 2.0, regia di Lisa Azuelos (previsto per il 2026)

### Regista e sceneggiatrice
- L'aube à l'envers cortometraggio di 9 minuti (1995)
- Parlami d'amore (Parlez-moi d'amour), premio per la "mise en scène" a Montréal (2002)
- Trivial - Scomparsa a Deauville (La disparue de Deauville), anche produttrice (2007)
- Mrs Mills - Un tesoro di vicina (Mme Mills, une voisine si parfaite) (2018)

### Doppiatrice
Sophie Marceau ha inoltre prestato la voce al personaggio di Norma Jean nella versione francese di Happy Feet, lungometraggio di animazione del 2006. La voce del personaggio nella versione originale è dell'attrice Nicole Kidman, mentre in quella italiana è di Giò Giò Rapattoni

## Riconoscimenti
- Premio César
  - 1983 – Miglior promessa femminile per Il tempo delle mele 2
- Premio Molière
  - 1991 – Miglior rivelazione teatrale per Euridice
- Premio Barocco
  - Assegnato nel 2007

## Doppiatrici italiane
Nelle versioni in italiano delle opere in cui ha recitato, Sophie Marceau è stata doppiata da:
- Roberta Pellini in Discesa all'inferno, Belfagor - Il fantasma del Louvre, Carissima me, Due destini, Jailbirds
- Emanuela Rossi in Il tempo delle mele 3, Il mondo non basta, Alex & Emma, Mrs Mills - Un tesoro di vicina, I Love America
- Alessandra Korompay in Al di la delle nuvole, Female Agents, È andato tutto bene
- Susanna Fassetta in Il tempo delle mele, Il tempo delle mele 2
- Francesca Fiorentini in LOL - Il tempo dell'amore, Per fortuna che ci sei
- Antonella Baldini in Amour braque - Amore balordo
- Cristina Boraschi in Chouans! I rivoluzionari bianchi
- Rita Baldini in Le mie notti sono più belle dei vostri giorni
- Anna Cugini in La nota blu
- Antonella Rendina in Eloise, la figlia di D'Artagnan
- Laura Boccanera in Braveheart - cuore impavido
- Silvia Tognoloni in Firelight
- Mavi Felli in Anna Karenina
- Ilaria Stagni in Marquise
- Chiara Colizzi in Sogno di una notte di mezza estate
- Ludovica Marineo in La Fidélité
- Luisa Ziliotto in Non ti voltare